# Benjamin Dolingher
Œuvres principales
- Le Droit d'être idiot (1975)
- Le bistrot des fantômes (1980)
- Les Damnés du rire (1985)
- La peau dans la tête (1989)
- Mon père cannibale et autres histoires débridées (2005)
- Le Testament à répétition (2007)

Benjamin Dolingher, né le 24 janvier 1929 à Galați, en Roumanie, est un écrivain, dramaturge et poète vaudois. Il est décédé le 26 juin 2015, à Lausanne en Suisse.

## Biographie
Benjamin Dolingher commença par être ouvrier avant de faire des études de philosophie et de lettres à l'Université dans son pays d'origine, puis il devint employé, professeur, journaliste, conseiller littéraire et théâtral, et écrivain.
En 1966, il quitta Bucarest pour fuir sa dictature politique et culturelle, voyagea en Europe, au Proche-Orient (au Liban, en Israël), pendant environ trois ans, puis il s'installa en Suisse — il vécut à Lausanne pendant plus de quarante ans ; naturalisé Suisse, il devint membre de la Société suisse des écrivains et de l'Association vaudoise des écrivaines et écrivains.
Dolingher s'intéressa très tôt au théâtre.  Il écrivit plusieurs pièces : Un Mois de confort (1960), Là où passe un homme (1963), (en collaboration, jouées en Roumanie), La passion des vitamines (1966), (jouée en Roumanie), Arthrose et pied-de-biche (1990). Sous le pseudonyme de B. Gher-Doline, il publia un roman, Le président est fou.
Son œuvre littéraire est très varié. Il écrivit de la poésie, Fou à rimer (1983), Vers'Eau (1987), ainsi que des nouvelles : Le Droit d'être idiote (1975), Le bistrot des fantômes (1980), Portraits à l'eau de pluie (1984), Les Damnés du rire (1985), La peau dans la tête (1989), Mon père cannibale et autres histoires débridées, (2005), Le Testament à répétition (2007). En 2015 parut son dernier recueil de nouvelles, Ces maudits biscuits..., Dix-huit nouvelles déjantées.
En 1993, il traduisit du roumain Pages bizarres d'Urmuz, et en écrivit la préface, « Gare aux… trois points d'Urmuz".
Benjamin Dolingher fut collaborateur régulier de ph+arts, le magazine suisse des arts, où paraissent ses nouvelles et ses critiques littéraires. Il a collaboré occasionnellement au journal littéraire Le Persil.
Il reçut deux prix littéraires : le Prix de l'Académie « Lutèce », Paris, pour Le Droit d'être idiot, le Prix de l'Académie Européenne des Arts  pour La Peau dans la tête.

## Regards sur l'œuvre
Pierre Hugli est l'auteur de la préface de la première œuvre en français de Benjamin Dolingher, Le Droit d'être idiot (extraits) :
« […] la belle langue grecque donnait au mot « idiot » (idios, idiotès) le sens de « particulier », « propre ».  C'était le domaine de la personnalité intime, j'ajoute de l'originalité, de l'authenticité. Là, en harmonie avec sa vie profonde, on put bien se moquer de ce que purent penser les autres. Cependant ces autres commencèrent sournoisement à s'intéresser à l'individu en question. L'enfer collectif naissait. […] « Idiot » a commencé à tourner de sens […] Benjamin Dolingher dégusta toutes les formes de l'avilissement de la pensée dans son pays natal.  Dégagé aujourd'hui des chaînes liant les hommes dans la caverne collectiviste, il aspira à la lumière de l'idiotie. […] »

## Publications

### Prose
- Le Sauvetage du Trésor, 1962 (publié en Roumanie)
- Le Droit d'être idiot, Éd. Eurêka, Lausanne, 1975 (Prix de l'Académie « Lutèce », Paris)
- Le Bistrot de Fantômes, Éd. L'Âge d'Homme, Lausanne, 1980
- Portraits à l'eau de pluie, Éd. Éditorel, Lausanne, 1982
- Les Damnés du rire, Éd. L'Âge d'Homme, Lausanne, 1985.
- La Peau dans la tête, Éd. Intertextes, Paris, 1989 (Prix de l'Académie Européenne des Arts)
- Mon père cannibale et autres histoires débridées, coll. « Poche Suisse », Éd. L'Âge d'Homme, Lausanne, 2005
- Le Testament à répétition, Éd. du Héron, Lausanne, 2007
- Ces maudits biscuits..., Dix-huit nouvelles déjantées, Éd. Publi-Libris, 2015

### Poésie
- Fou à rimer, Éd. du Sauvage, Lausanne, 1983
- Vers'eau, Éd. Callatis, Lausanne, 1987

### Théâtre
- Un Mois de confort, (en collaboration, joué en Roumanie), 1960
- Là où passe un homme, (en collaboration, joué en Roumanie), 1963
- La Passion des vitamines, 1966 (joué en Roumanie)
- Le profond mystère de la stupidité, 1976
- Arthrose et pied-de-biche, 1990

### Cinéma
- L'Affaire Delanoë, scénario et dialogues (en collaboration, disponible en cassettes)

### Sous le pseudonyme B. Gher-Doline
- Le Président est fou, roman d'aventure, Éd. La Cité, Lausanne, 1987

### Traductions
- Pages bizarres d'Urmuz, trad. du roumain par Benjamin Dolhinger, Précédé de « Gare aux… trois points » d'Urmuz, par Benjamin Dolingher, Éd. L'Âge d'homme, Coll. « Le bruit du temps », Lausanne, 1993

## Prix littéraires
- Prix de l'Académie « Lutèce », Paris, 1975
- Prix de l'Académie Européenne des Arts, 1989

## Sources
- Notices d'autorité :   - VIAF
  - ISNI
  - BnF (données)
  - IdRef
  - LCCN
  - GND
  - WorldCat
- « Benjamin Dolingher », sur la base de données des personnalités vaudoises sur la plateforme « Patrinum » de la Bibliothèque cantonale et universitaire de Lausanne.
- RÉRO, Réseau vaudois, Notices d'œuvres de Benjamin Dolingher
- Anne-Lise Delacrétaz, Daniel Maggetti, Écrivaines et écrivains d'aujourd'hui, p. 92
- A D S - Autorinnen und Autoren der Schweiz - Autrices et Auteurs de Suisse - Autrici ed Autori della Svizzera
- Benjamin Dolingher sur viceversalitterature.ch
- Bibliomedia - Dolingher Benjamin
- Quotidien 24 heures, article de Julien Burri, le 3 février 2006 : « Toutes les vertus de l'absurde » LIRE Benjamin Dolingher, Mon père cannibale et autres histoires débridées, L'Âge d'Homme, 144pp
- Revue Ph+arts, « Anniversaire, Les 10 ans de Ph+arts, Profession : traqueur de plasticiens », photo de l'équipe, Benjamin Dolingher en bas à droite, 2008